# Гремячево (Владимирская область)
Гремячево — упразднённая деревня в Александровском районе Владимирской области России.

## География
Урочище находится в северо-западной части области, в зоне хвойно-широколиственных лесов, к северу от автодороги 17Н-122, на расстоянии примерно 5 километров (по прямой) к востоку от города Александрова, административного центра района. Абсолютная высота — 200 метров над уровнем моря.

### Климат
Климат характеризуется как умеренно континентальный, с умеренно тёплым летом, холодной зимой, короткой весной и облачной, часто дождливой осенью. Среднегодовая температура воздуха — +3,4 °C. Годовое количество атмосферных осадков — 549 миллиметров, из которых большая часть выпадает в тёплый период.

## История
В «Списке населенных мест Владимирской губернии по сведениям 1859 года» населённый пункт упомянут как деревня Новинки Самаринские Александровского уезда, расположенная при колодцах, в 6 верстах от уездного города. В деревне насчитывалось 5 дворов и проживало 37 человек (16 мужчин и 21 женщина).
По состоянию на 1905 год, в Новинках Самарских имелось 23 двора и проживало 117 человек. В административном отношении деревня входила в состав Махринской волости.
В советское время входила в состав Ивано-Соболевского сельсовета (в 1967 году переименован в Елькинский сельсовет) Александровского района. В 1965 году переименована в Гремячево. Упразднена решением облисполкома № 117 от 3 февраля 1971 года как фактически не существующая.